# Henri de Mérode-Westerloo
Henri Charles Marie Ghislain de Mérode-Westerloo, född 28 december 1856 i Paris, död 13 juli 1908 i Lausanne, var en belgisk greve och politiker.
Mérode-Westerloo var 1892–95 belgisk utrikesminister och 1903–08 president i Belgiens senat.